# Ectasiocnemis elongata
Ectasiocnemis elongata là một loài bọ cánh cứng trong họ Scraptiidae. Loài này được Kono miêu tả khoa học năm 1929.